# Egon Brecher
Egon Brecher (* 18. Februar 1880 in Olmütz, Mähren, Österreich-Ungarn, heute Tschechien; † 12. August 1946 in Los Angeles) war ein deutschsprachiger Schauspieler. Er debütierte an deutschen und österreichischen Bühnen, engagierte sich an jüdischen Bühnen und siedelte 1921 in die Vereinigten Staaten über, wo er zunächst an jiddischen Theatern in New York und schließlich in zahlreichen Hollywood-Filmen spielte.

## Leben
Egon Brecher wurde in Olmütz als Sohn eines Professors geboren. Er besuchte die Oberrealschule und begann 1899 ein Studium der Philosophie in Heidelberg, das er jedoch nicht abschloss. Stattdessen schlug er eine Karriere als Schauspieler ein. Er gastierte mit verschiedenen deutschsprachigen Ensembles in der deutschen und österreichischen Provinz und lebte zwischenzeitlich in Berlin und Wien. Sein Schauspiel-Debüt beging er laut Zalmen Zylbercwaig im Jahr 1900 in Wien, als er mit einem halbprofessionellen Ensemble Das neue Ghetto von Theodor Herzl aufführte. Laut Nachruf der New York Times trat er erstmals 1903 auf in einer Wiener Aufführung von Franz Grillparzers Sappho. 1907 gründete er gemeinsam mit Siegfried Schmitz und Mitgliedern des „Studentenclubs ‚Theodor Herzl‘“ (Hugo Zuckermann, Leo Goldhammer, Oskar Rosenfeld, Max Gold) eine Theaterinitiative (die in dieser Form ein bis zwei Jahre aktiv war), um moderne jiddische Dramen in deutscher Sprache aufzuführen. Auf halbprofessionelle Weise führten sie Stücke von Schalom Asch, Avrom Koralnik und David Pinski („Ewige Juden“) auf. Als Auftrittsort diente ihnen das „Intime Theater“ in der Praterstraße 34.
Von 1910 bis 1921 war Brecher an den von Josef Jarno geleiteten Bühnen (Theater in der Josefstadt, Fürst-Theater) engagiert. Gleichzeitig unterstützte Brecher weiterhin das jüdische Theaterschaffen in Wien. 1919 war er an der Gründung der Freien Jüdischen Volksbühne beteiligt. Dort trat er als Schauspieler, Regisseur und Direktor in Erscheinung, gespielt wurde auf Jiddisch. 1921 organisierte er Auftritte der Volksbühne an den Jarno-Bühnen.
1921 lockte ihn ein Angebot nach New York, wo Brecher fortan an jiddischen und englischsprachigen Bühnen am Broadway auftrat. Er wurde Lehrer und Direktor der Theaterschule in Cleveland und übersiedelte 1933 nach Los Angeles, wo er bis zu seinem Tod in über 50 Hollywood-Filmen, vor allem in Horror-, Kriminal- und Spionage-Filme, spielte. Dabei handelte es sich meistens um Nebenrollen.
1927 wurde Brecher US-Staatsbürger. Er starb am 12. August 1946 in Hollywood, Los Angeles, an einem Herzinfarkt.

## Filmografie (Auswahl)
- 1917: Der Verschwender
- 1918: Don Cäsar, Graf von Irun
- 1929: Die Königsloge
- 1934: Die schwarze Katze (The Black Cat)
- 1935: In blinder Wut (Black Fury)
- 1935: Das schwarze Zimmer (The Black Room)
- 1936: Charlie Chans Geheimnis (Charlie Chans Secret)
- 1936: Love on the Run
- 1936: The White Angel
- 1937: Ordnung ist das halbe Leben (The Great O’Malley)
- 1937: Geheimbund Schwarze Legion (Black Legion)
- 1937: Heidi
- 1938: Du und ich (You and Me)
- 1939: Die Teufelsinsel (Devil's Island)
- 1940: Rebecca
- 1940: Ein Mann mit Phantasie (A Dispatch from Reuters)
- 1941: Herzen in Flammen (Manpower)
- 1941: Menschenjagd (Man Hunt)
- 1942: Kings Row
- 1942: Isle of Missing Men
- 1942: Die Flotte bricht durch (The Navy Comes Through)
- 1943: Hitler’s Children
- 1943: Gefährliche Flitterwochen (Above Suspicion)
- 1943: Liebeslied der Wüste (The Desert Song)
- 1944: The Hairy Ape
- 1946: Flucht von der Teufelsinsel (The Return of Monte Cristo)
- 1946: Die Gräfin von Monte Christo (The Wife of Monte Cristo)
- 1946: Tagebuch einer Kammerzofe (The Diary of a Chambermaid)